# Italdesign Aztec

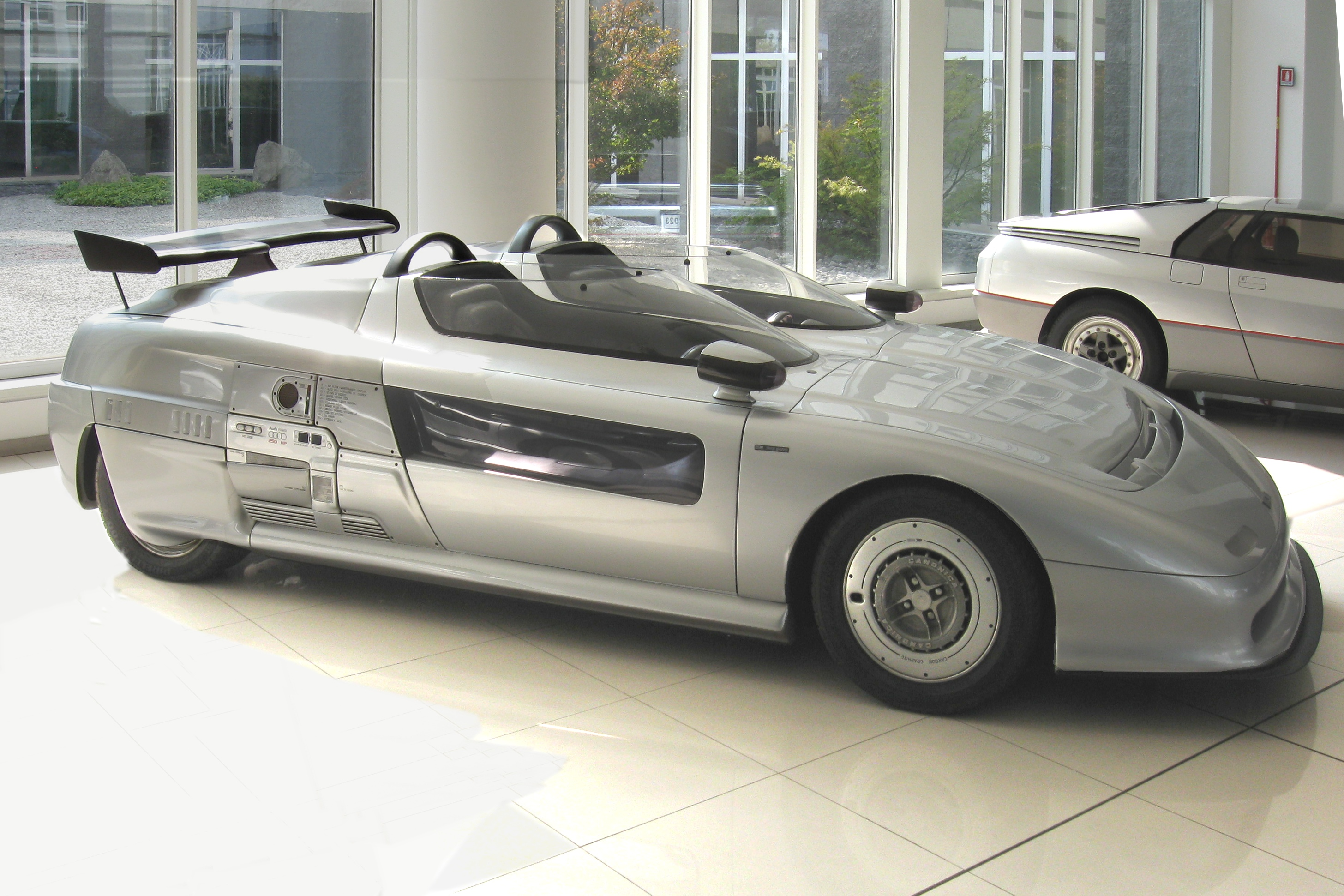
Bedienfeld am hinteren Seitenteil

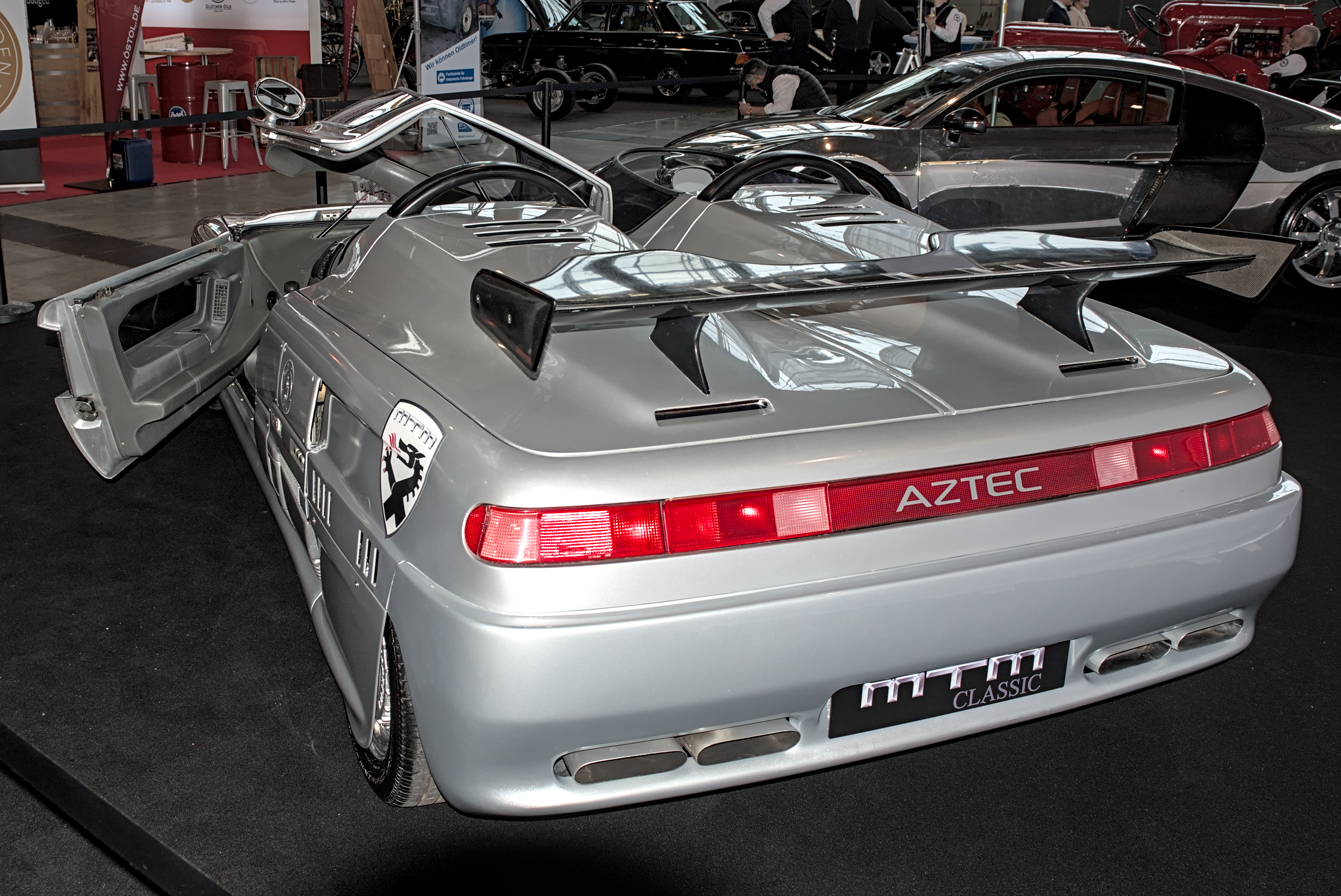
Heckansicht

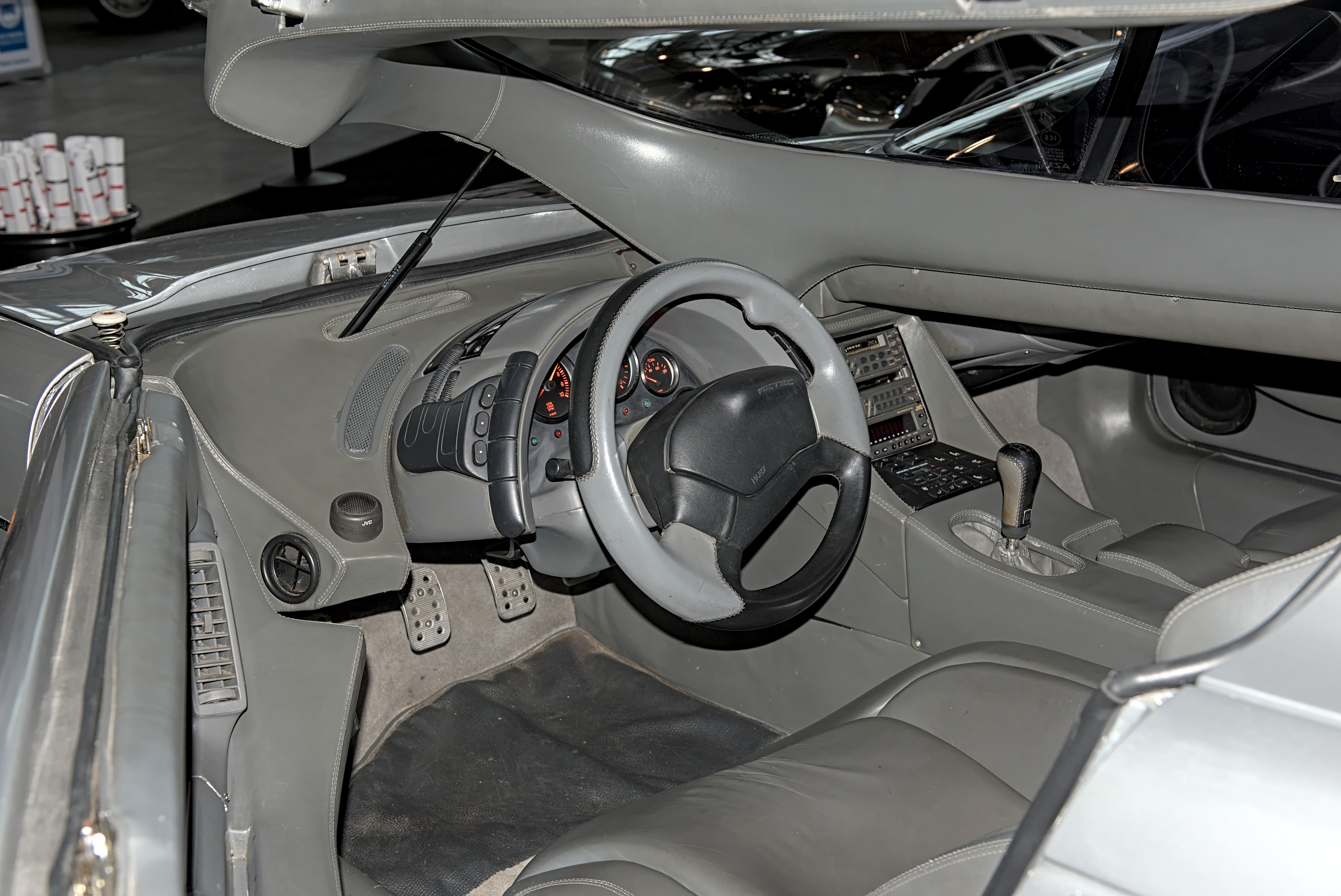
Cockpit

Der Italdesign Aztec ist ein zweisitziger Sportwagen, den Italdesign 1988 auf dem Turiner Autosalon anlässlich des 20. Jahrestages der Firmengründung vorstellte. Obwohl der nach den Azteken benannte Roadster wie ein Konzeptfahrzeug aussieht, entstanden bis 1992 mehrere Exemplare. Den meisten Quellen zufolge wurden 18 Fahrzeuge von einer geplanten Produktionsserie von 50 Exemplaren gebaut. Dies lag neben dem futuristischen Design vermutlich am damaligen Neupreis von 1,2 Mio. DM. Der japanische Media Konzern JVC war einer der Hauptsponsoren des prestigeträchtigen Projektes, welche eine Auslieferung von 7 Stück der Fahrzeuge nach Japan erklärt. Der Prototyp diente Jean Alesi bereits als Leading Car beim Großen Preis von Monaco 1988.

## Design

### Karosserie
Der Wagen hat eine offene, von Giorgetto Giugiaro gestaltete Karosserie mit zwei voneinander getrennten schmalen Cockpits für Fahrer und Beifahrer, jedes mit einer eigenen gebogenen Windschutzscheibe, die jeweils durch eine Plexiglaskuppel ergänzt werden konnte. Diese Windschutzscheiben reichen bis zur Heckverkleidung; zum Einsteigen werden sie wie Flügeltüren hochgeklappt, die vorn angeschlagenen Türen öffnen jedoch zur Seite. Die schwarzen Einsätze in den Türen sind durchsichtig. Der aus Aluminium und Kunststoffteilen bestehende Aufbau ist weitgehend glattflächig mit strömungsgünstig geformten Spiegeln, Klappscheinwerfern, Lufteinlässen, seitlicher Radabdeckung hinten und einem Heckflügel aus kohlenstofffaserverstärktem Kunststoff. Zum Schutz der Insassen sind hinter den Sitzen Überrollbügel eingebaut. Der Aztec wurde nur in der Farbe Silber hergestellt. Die Rückleuchten des Prototyps wurden in der späteren Serie durch welche des Alfa Romeo 164 ersetzt. Zudem wurde bei den vorderen Blinkern ebenfalls auf am Markt verfügbare Serienteile zurückgegriffen.

### Innenraum
Der Innenraum war mit Leder ausgekleidet, und neben den Instrumenten für den Fahrer gab es im Prototyp auch für den Beifahrer ein Kombiinstrument mit einem wie ein halbes Lenkrad geformten Haltegriff. Es enthielt eine Anzeige von Statusinformationen sowie auch die Einstellung der Stoßdämpfer, einen Halda-Rallyerechner und die Gegensprechanlage für die Kommunikation mit dem Fahrer. Auch war im Prototyp ein Satellitennavigationssystem eingebaut, dessen Bildschirm in der Mitte des Armaturenbretts (eher zum Fahrer hin) angeordnet war. Im der späteren Serie entfiel das Kombiinstrument für den Beifahrer und das Satellitennavigationssystem samt Bildschirm wurde durch eine komplette JVC-Anlage mit Tuner, Kassette, CD, Equalizer, Endstufen im Kofferraum und Subwoofer hinter dem Beifahrersitz ersetzt. Um das Fahrzeug auch mit Gepäck über weitere Strecken benutzen zu können, hatte der Aztec unter der hinteren Haube einen Kofferraum. Im Front-Kofferraum waren ein vollwertiges Ersatzrad untergebracht.

## Technik
Der Aztec hatte als Mittelmotor quer eingebaut einen aus dem Audi Urquattro bekannten 2,2-Liter 20V Turbo Reihenfünfzylindermotor mit zwei obenliegenden Nockenwellen, welcher durch die Firma MTM, die auch die Homologation durchführten, auf 250 PS optimiert war. Über ein Allradsystem vom Lancia Delta HF Integrale mit Fünfganggetriebe vom Porsche 944 trieb er alle vier Räder an.

## Abruf von Fahrzeuginformationen
Über Bedienfelder, die sich beidseitig zwischen Tür und hinterer Radverkleidung befinden, mit je drei Zifferntasten, konnten Codes eingegeben werden, um Informationen über den Status des Wagens abzurufen. So war es etwa möglich, Informationen über Ölwechsel-Intervalle (Code 112) und den Kühlmittelstand (Code 123) abzurufen, bis hin zur Entriegelung des Werkzeugkastengehäuses (Code 133) und der Bereitstellung des hydraulischen Wagenhebers (Code 212). Alle Codes waren seitlich auf die Karosserie geschrieben. Auch weitere Extras des Wagens (z. B. ein zusätzlicher Satz Lichter, ein abnehmbarer Schraubenzieher, ein Feuerlöscher, ein Kompressor zum Aufpumpen der Reifen und eine Taschenlampe) konnten über einen Code angefordert werden.